# Bad Day L.A.
American McGee presents: Bad Day L.A. ist ein 2006 erschienenes Computerspiel aus dem Action-Genre, entwickelt von Enlight Software unter Leitung von American McGee. Der Spieler schlüpft in die Rolle des Obdachlosen Anthony, der sich in Los Angeles durch eine Reihe von Katastrophen und terroristischen Angriffen schlagen muss und dabei unfreiwillig zum Helden wird.

## Spielprinzip
Die Spielfigur wird aus der Third-Person-Perspektive gesteuert. Dem Spieler stehen 8 Waffen zur Verfügung, um sich zu verteidigen. Er kann sich entscheiden, Nicht-Spieler-Charakteren zu helfen oder diesen zu schaden. Hierfür werden entweder Smiley oder Frowney erhalten. Je nach Verhalten des Spielers reagieren die computergesteuerten Charaktere freundlich oder bekämpfen den Spieler.

## Handlung
Der Spieler durchläuft zehn Levels, in denen permanent Bedrohung unter anderem durch Zombies, Plünderer, Terroristen, Kriminelle und übereifrige Flughafenbeamte besteht. Nach einem Flugzeugabsturz auf dem Freeway muss der Spieler einen Rettungswagen und mit diesem ein Krankenhaus erreichen. Unterwegs trifft er auf einen kranken Jungen und den Mexikaner Juan, die ihn fortan begleiten. Am Krankenhaus angekommen, wird die Stadt von einem Erdbeben erschüttert. Vom Krankenhaus aus gilt es, den Flughafen zu erreichen und sich mit einem Flugzeug in Sicherheit zu bringen, welches nach dem Start von Gangstern abgeschossen wird. Daraufhin gilt es, den Hafen zu erreichen und mit einer Yacht zu entkommen, was durch einen Tsunami vereitelt wird. Nachdem man Bankräuber gestellt und eine Invasion der mexikanischen Armee niedergeschlagen hat, erreicht man einen rettenden Hubschrauber der US-Army. Das Spiel endet damit, dass Anthony allein zurückbleiben und die Zündung einer Zombie-Bombe ermöglichen muss, während seine Begleiter mit dem Hubschrauber entkommen. Nach der Detonation der Bombe sieht man, wie Anthonys Hand sich aus dem Bombenkrater streckt. Ob er überlebt hat, oder als Zombie aufersteht, bleibt offen.

### Charaktere
- Anthony Williams: Obdachloser, dunkelhäutiger und von Vorurteilen gegen Frauen, Weiße und Mexikaner gekennzeichneter Hauptcharakter, der im Lauf des Spiels immer wieder genötigt ist, anderen zu helfen und andere zu retten, was ihn für diese zum Helden werden lässt.
- Der kranke Junge: Vom biologischen Angriff gezeichnet, muss sich der etwa 9-jährige namenlose Junge permanent übergeben. Er wird zu Anthonys ständigem Begleiter.
- Juan: Mexikanischer Gartenarbeiter, bewaffnet mit einer Kettensäge, die er effektiv gegen Zombies und andere Angreifer einsetzt. Entpuppt sich als Revolutionsführer bei der Invasion der mexikanischen Armee.
- Beverly: Verwöhnte Vorstadtbewohnerin, die nur um ihr Äußeres und ihren kleinen Hund besorgt ist. Sie empfiehlt die Flucht zum Yachthafen, weil „einer ihrer Lover“ dort ein Boot hat.
- Der Sergeant: Ein einarmiger, hoch dekorierter und patriotischer US-Soldat, der über einen unbegrenzten Vorrat an Handgranaten verfügt. Wird von Anthony gerettet und sieht in ihm einen „guten Soldaten“.

### Szenarien
Das Spiel ist in zehn Level untergliedert, die durch Videosequenzen miteinander verknüpft sind:
1. Freeway
2. Fahrt im Rettungswagen
3. Erdbeben
4. Hollywood
5. Drogendealer
6. Flughafen
7. Bandenkrieg
8. Tsunami und Banküberfall
9. Invasion der mexikanischen Armee
10. Finale

## Rezeption
Das Spiel erhielt überwiegend negative Kritiken (GameRankings: 33,15 % / Metacritic: 28 von 100). Zwar wird allgemein die politische Satire des Szenarios gelobt, die technische Umsetzung und der teils zu niedrige spielerische Anspruch wurden jedoch kritisiert.

„Bad Day L.A. ist das Spiel zur Trash-Kultur: Satire pur, bei der die bissige USA-Kritik im Vordergrund steht. Spielerisch unterhaltsam, hatte American McGee in Sachen Gameplay dennoch ruhig noch etwas zulegen können – Hardcore-Gamer kommen mit diesem Titel eindeutig zu kurz. Die technische Umsetzung mag auf den ersten Blick befremdlich erscheinen, erfüllt jedoch genau ihren Zweck. Als Satire gelungen, hätte ich mir aus der Warte des Zockers noch ein bisschen mehr erhofft.“

„Kann man einen Titel gut finden, wenn er spielerisch gesehen nicht so viel bietet, aber die Inszenierung dafür total witzig und erfrischend anders ist? Das ist eine Frage, die man in diesem Fall nicht allgemeingültig beantworten kann. […] Weniger ausgeflippte Naturen haben wahrscheinlich schon nach den ersten zehn Minuten keinen Bock mehr. Man muss den Entwicklern Respekt dafür zollen, dass hier nicht einfach tausendmal Gesehenes recycelt wurde, aber das nächste Mal sollten die Verantwortlichen etwas mehr auf die spielerischen Qualitäten achten.“

„Bad Day L.A. ist ein Kuddelmuddel geworden, Lichtjahre von Glanzstücken wie Alice entfernt. Schade, dass die spannende Idee von American McGee auf so wackeligen Spielspaß-Beinen steht.“

In dem Spielfilm Half Nelson ist eine kurze Sequenz aus Bad Day L.A. zu sehen.
Eine Verfilmung des Spieles war geplant, wurde aber nicht realisiert.